# Niki Tuuli
Niki Tuuli, född 26 oktober 1995 i Imatra, är en finsk roadracingförare som tävlar i Moto2-klassen i världsmästerskapen i Grand Prix Roadracing. Han har tidigare tävlat i VM-klassen Supersport.

## Tävlingskarriär
Åren 2013 till 2015 tävlade Tuuli i klassen Superstock 600 som körs samtidigt med Superbike och Supersport. Bästa året var 2014 när han vann ett race och kom fyra i klassen. Tuuli gjorde VM-debut 2015 med ett inhopp i Supersport. Supersport-VM 2016 gjorde han tre inhopp i klassen och kom tvåa i de tre racen, vilket gav en tiondeplats i VM och ett kontrakt att köra hela Supersport-VM 2017. Han vann då ett race och kom sjua i VM. Till 2018 bytte han team till CIA Landlord Insurance Honda och låg åtta i VM efter fem race. Då fick han erbjudande att köra Moto2 vilket han accepterade. Debuten kom i Frankrikes Grand prix. Tuuli tävlar på en Kalex för SIC Racing Team med Johan Stigefelt som teamchef.